# Campionat d'Espanya de motocròs 2015
La temporada de 2015 del Campionat d'Espanya de motocròs fou la 57a edició d'aquest campionat, organitzat per la Reial Federació Motociclista Espanyola. El calendari oficial constava de 7 proves puntuables, celebrades entre el 22 de febrer i el 25 d'octubre. Dues de les proves programades es disputaren als Països Catalans: Motocròs de Bellpuig (12 d'abril) i Motocròs d'Albaida (25 d'octubre).

## Classificació final

### MX2 Elite
| Posició | Pilot            | Motocicleta | Punts |
| ------- | ---------------- | ----------- | ----- |
| 1       | Iker Larrañaga   | KTM         | 329   |
| 2       | Ander Valentín   | Yamaha      | 248   |
| 3       | Jordan Lacan     | Suzuki      | 237   |
| 4       | Simeó Ubach      | KTM         | 183   |
| 5       | Nil Bussot       | Husqvarna   | 172   |
| 6       | Carlos Fernández | Kawasaki    | 170   |
| 7       | Francesc Mataró  | Yamaha      | 154   |
| 8       | Jorge Prado      | KTM         | 145   |
| 9       | Cristian Oliva   | Honda       | 141   |
| 10      | Francisco García | KTM         | 132   |

### MX1 Elite
| Posició | Pilot                | Motocicleta | Punts |
| ------- | -------------------- | ----------- | ----- |
| 1       | José Antonio Butrón  | KTM         | 350   |
| 2       | Nil Arcarons         | Husqvarna   | 281   |
| 3       | Francisco Utrilla    | Kawasaki    | 238   |
| 4       | Alvaro Lozano        | Yamaha      | 230   |
| 5       | Alonso Sánchez       | Suzuki      | 197   |
| 6       | Jonay Rodríguez      | Suzuki      | 175   |
| 7       | Philip Tomas Kihlman | Kawasaki    | 155   |
| 8       | Sergio Castro        | Honda       | 152   |
| 9       | Ramon Brucart        | Yamaha      | 140   |
| 10      | Joan Cros            | KTM         | 110   |

## Categories inferiors
Font:
| Campionat        | Guanyador          | Motocicleta |
| ---------------- | ------------------ | ----------- |
| Trofeu Sub-18    | Simeó Ubach        | KTM         |
| Copa MX125       | Joaquín Camacho    | Husqvarna   |
| Copa MX150 4T    | Jana Sánchez       | Honda       |
| MX85             | Eric Tomás         | KTM         |
| MX65             | Raúl Sánchez       | KTM         |
| Trofeu MX50      | Joel Cañadas       | KTM         |
| Copa MXMaster 35 | Antonio Villegas   | Kawasaki    |
| Copa MXMaster 40 | Javier García Vico | Honda       |